# Matmut Atlantique
Nouveau Stade de Bordeaux, obecnie znany również jako Matmut Atlantique (nazwany tak w celach sponsorskich) – stadion piłkarski w Bordeaux we Francji.

## Historia
Budowę obiektu rozpoczęto w 2014 roku, a zakończono w kwietniu 2015 roku. Stadion został otwarty 18 maja 2015 roku. 
Pierwszym meczem na tym stadionie było spotkanie Girondins Bordeaux przeciw Montpellier HSC rozegrane 23 maja 2015 roku, w przedostatnim dniu sezonu Ligue 1. Żyrondyści wygrali to spotkanie 2-1 po trafieniach Diego Rolána. Honorową bramkę dla gości zdobył Djamel Bakar.
Stadion może pomieścić 43 000 widzów. Obiekt stał się areną domowych spotkań zespołu z Bordeaux. 
Na stadionie odbyły się także półfinały Top-14 sezonu 2014-15 w rugby, odbyło się na nim również 5 meczów Euro 2016, w tym jeden ćwierćfinał.
7 września 2015 roku odbył się tu mecz towarzyski reprezentacji Francji z reprezentacją Serbii, wygrany przez "Trójkolorowych" 2:1 po dwóch trafieniach Blaise'a Matuidiego. Jedynego gola dla gości zdobył Aleksandar Mitrović.

## Mecze UEFA Euro 2016
- 11 czerwca 2016 (18:00): Walia-Słowacja 2:1
- 14 czerwca 2016 (18:00): Austria-Węgry 0:2
- 18 czerwca 2016 (15:00): Belgia-Irlandia 3:0
- 21 czerwca 2016 (21:00): Chorwacja-Hiszpania 2:1
- 2 lipca 2016 (21:00): Niemcy-Włochy 1:1 (dogr.), k. 6:5